# Il Voevoda (opera)
Il Voevoda, Op. 3, è un'opera in tre atti e quattro scene, di Pëtr Il'ič Čajkovskij, su libretto scritto dal compositore stesso e da Aleksandr Nikolaevič Ostrovskij, sulla base del lavoro di quest'ultimo Il Voevoda (Un sogno sul Volga), in russo Воевода (Сон на Волге)?.

## Storia della composizione
L'opera venne composta fra il marzo 1867 ed il luglio 1868, e venne rappresentata per la prima volta l'11 febbraio 1869 al teatro Bol'šoj di Mosca, sotto la direzione di Eduard Merten. Successivamente Čajkovskij distrusse l'intero manoscritto dell'opera, ma ne utilizzò molto materiale dal primo atto per comporre L'Opričnik (1870–1872). Il soggetto de Il Voevoda venne lasciato a disposizione del suo ex allievo Anton Stepanovič Arenskij, che compose l'opera Un sogno sul Volga nel 1888. Durante il periodo sovietico Il Voevoda venne ricostruito sulla base delle partiture orchestrali e vocali rimaste e sugli schizzi manoscritti del compositore.
L'organico dell'orchestra era il seguente:
- Archi: violini I, violini II, viole, violoncelli e contrabbassi
- Legni: ottavino, 2 flauti, 2 oboi, corno inglese, 2 clarinetti (in si bemolle e la), 2 fagotti
- Ottoni: 4 corni (in fa), 2 trombe (in si bemolle), 3 tromboni, tuba
- Percussioni: timpani, triangolo, xilofono, grancassa
- Altro: arpa

## Trama
L'azione ha luogo attorno alla metà del XVII secolo in una grande città sul fiume Volga.

### Atto I
Nel giardino della casa del mercante Djužoj. Mar'ja, la figlia più piccola del mercante, ha un appuntamento con il suo amato, Stepan il valoroso figlio del boiardo Bastrjukov. Egli è inquieto alla notizia che la sorella maggiore di Mar'ja è stata promessa in sposa dal padre al Voevoda Nečaj Šalygin, mortale nemico della sua famiglia. Inaspettatamente arriva proprio il Voevoda che, colpito dalla bellezza di Mar'ja, rifiuta la sorella per avere lei in sposa. La ragazza deve quindi essere condotta nella dimora del Voevoda; il giovane Bastrjukov tenta invano con il suo seguito di impedirlo, ma è sopraffatto dagli uomini di Šalygin e costretto a fuggire.

### Atto II
Scena prima A casa di Bastrjukov. Il povero Stepan pensa a come liberare la sua amata. Gli viene in aiuto l'amico Roman Dubrovin, anch'egli vittima delle angherie del Voevoda che tempo addietro gli aveva rapito la moglie Olena e l'aveva costretto a fuggire: ora è tornato per vendicarsi. I due decidono di rapire le loro donne l'indomani mattina, mentre il Voevoda è fuori città in preghiera con il suo seguito.
Scena seconda Nel terem del Voevoda. I canti e le danze delle ancelle non riescono a rallegrare la povera Mar'ja. All'improvviso giunge Olena con un ordine segreto: uscire la notte in giardino. Né i guardiani ubriachi né il Voevoda che si trova lontano la possono ostacolare.

### Atto III
Nel cortile e nel giardino del Voevoda. I due giovani attendono impazienti l'uscita delle donne amate, che sopraggiungono al momento convenuto. Il loro ricongiungimento è interrotto dall'arrivo inatteso del Voevoda: i quattro vengono catturati dopo una breve lotta. Il Voevoda è deciso nel punirli crudelmente, ma all'improvviso irrompe il popolo, che, ormai esasperato dalle continue angherie, è deciso a rovesciare il tiranno. I giovani sono così liberati e il malvagio Voevoda destituito: il padre di Stepan può così benedire l'unione di suo figlio con Mar'ja.

## Struttura dell'opera
- Ouverture

### Atto I
- 1 Coro delle fanciulle e Scena
- 2 Ballata di Mar'ja e Duetto
- 3 Scena
- 4 Aria di Bastrjukov
- 5 Scena e Duetto
- 6 Scena
- 7 Scena
- 8 Quartetto e Scena
- 9 Finale

### Atto II
Scena prima
- 10 Introduzione
- 11 Coro dei servitori
- 12 Aria di Bastrjukov
- 13 Scena e Aria di Dubrovin

Scena seconda
- 14 Intermezzo e Danze delle ancelle
- 15 Scena e Canzone di Mar'ja
- 16 Scena
- 17 Duetto
- 18 Scena
- 19 Scena e Girotondo

### Atto III
- 20 Intermezzo
- 21 Scena e Aria di Dubrovin
- 22 Scena
- 23 Quartetto
- 24 Scena
- 25 Duetto
- 26 Scena e Quartetto
- 27 Scena
- 28 Quintetto
- 29 Scena e Coro
- 30 Scena
- 31 Scena finale

## Opere derivate
- L'Intermezzo e Danze delle ancelle del II atto è basato su Danze caratteristiche per orchestra (1865), e venne poi arrangiato per due pianoforti da Čajkovskij.
- Sotto lo pseudonimo "Cramer", Čajkovskij compose un Pot-pourri su temi dall'opera Voevoda, per pianoforte solo (1868).

## Opere dal nome simile
- Nel 1886 Čajkovskij scrisse una musica di scena per Un sogno sul Volga di Aleksandr Nikolaevič Ostrovskij, lo stesso lavoro su cui era basata l'opera, ma la musica di scena non aveva nulla in comune con quella dell'opera.
- Il poema sinfonico dello stesso Čajkovskij intitolato Voevoda, op. 78 del 1891, è basato sulla traduzione di Aleksandr Sergeevič Puškin di un poema di Adam Mickiewicz, non collegato all'opera omonima.
- L'opera di Rimskij-Korsakov, Pan voevoda, ambientata in Polonia, non è legata al lavoro di Ostrovskij.

## Registrazioni
- Una registrazione completa dell'opera venne realizzata dall'etichetta Aquarius, con Vladimir Kožuchar' alla direzione del Gran Coro Accademico della Radio e Televisione Centrale dell'Unione Sovietica e dell'Orchestra Sinfonica Statale del Ministero della Cultura dell'URSS.
- L'ouverture dell'opera è stata più volte eseguita e talvolta anche registrata. Fu uno dei pochi lavori di Čajkovskij diretto da Arturo Toscanini e dalla NBC Symphony Orchestra in un concerto radio trasmesso e registrato su disco. L'ouverture, così come il preludio e le danze, venne incluso dalla Vox Records nella registrazione completa delle opere di Čajkovskij per orchestra, realizzata sia su LP che su CD (in Dolby surround), con Janos Fürst alla direzione della Bamberg Symphony Orchestra.